# Explora Journeys
Explora Journeys è una compagnia di navigazione Italo-Svizzera, dedita al mercato delle crociere di lusso, con sede a Ginevra. 

## Storia
Nell'ottobre 2018, MSC ha annunciato l'ordine a Fincantieri di quattro navi, poi divenute sei, di extra-lusso da 64.000 tonnellate di stazza lorda ciascuna per il nuovo brand di lusso Explora Journeys, fondato nel settembre 2021. La prima di queste navi, l'Explora I, è stata consegnata nell'aprile del 2023, mentre il resto delle unità verranno consegnate entro la fine del 2028.

## Flotta
| Nave           | Immagine       | Bandiera       | Stazza (t.s.l.) | Lunghezza (m)  | Larghezza (m)  | Altezza (m)    | Ponti          | Numero cabine  | Passeggeri massimi | Membri equipaggio | Velocità massima (nodi) | Anno                         | Cantiere                 |
| Classe Explora | Classe Explora | Classe Explora | Classe Explora  | Classe Explora | Classe Explora | Classe Explora | Classe Explora | Classe Explora | Classe Explora     | Classe Explora    | Classe Explora          | Classe Explora               | Classe Explora           |
| -------------- | -------------- | -------------- | --------------- | -------------- | -------------- | -------------- | -------------- | -------------- | ------------------ | ----------------- | ----------------------- | ---------------------------- | ------------------------ |
| Explora I      |                |                | 63.900          | 248            | 32             | 56             | 14             | 461            | 900                | 640               | 18                      | 2023                         | Fincantieri (Monfalcone) |
| Explora II     |                | 63.621         | 2024            | 248            | 32             | 56             | 14             | 461            | 900                | 640               | 18                      | Fincantieri (Sestri Ponente) |                          |

## Flotta in costruzione
| Nave           | Stazza (t.s.l.) | Lunghezza (m)  | Larghezza (m)  | Ponti          | Numero cabine  | Passeggeri massimi | Membri equipaggio | Velocità massima (nodi) | Stato                     | Consegna       | Cantiere                     |
| Classe Explora | Classe Explora  | Classe Explora | Classe Explora | Classe Explora | Classe Explora | Classe Explora     | Classe Explora    | Classe Explora          | Classe Explora            | Classe Explora | Classe Explora               |
| -------------- | --------------- | -------------- | -------------- | -------------- | -------------- | ------------------ | ----------------- | ----------------------- | ------------------------- | -------------- | ---------------------------- |
| Explora III    | 72.810          | 268            | 33             | 14             | 463            | 900                | 690               | 18                      | Varata (in completamento) | 2026           | Fincantieri (Sestri Ponente) |
| Explora IV     | 63.800          | 268            | 33             | 11             | 461            | 922                | 640               | 18                      | Impostata                 | 2027           | Fincantieri (Sestri Ponente) |
| Explora V      | 70.000 (circa)  | /              | /              | /              | /              | /                  | /                 | /                       | /                         | 2027           | Fincantieri (Sestri Ponente) |
| Explora VI     | 70.000 (circa)  | /              | /              | /              | /              | /                  | /                 | /                       | /                         | 2028           | Fincantieri (Sestri Ponente) |